# Ixodes pacificus
Ixodes pacificus ist eine im westlichen Nordamerika, insbesondere an der Pazifikküste, verbreitete Zeckenart aus der Gattung Ixodes innerhalb der Familie der Schildzecken (Ixodidae). Sie ist in ihrem Verbreitungsgebiet die Überträgerin der Lyme-Borreliose.

## Merkmale

### Beschreibung
Bei beiden Geschlechtern sind der Vorderkörper (das Gnathosoma), der Schild (das Scutum) und die Beine schwarzbraun und leicht behaart. Das Scutum trägt in Reihen angeordnete Haare.
Die Körperlänge der Weibchen beträgt in nüchternem Zustand 2,6 mm und die Breite 1,1 mm. In gesättigtem Zustand kann eine Länge von 9 mm erreicht werden. Der Körper hat eine annähernd elliptische Form. Dabei nimmt das Scutum nüchterner Tiere etwa die Hälfte der Körperlänge ein. Das braune Alloscutum ist auf der ganzen Fläche behaart, mit schmalen aber ausgeprägten Randfalten, und schwillt im Verlauf einer Mahlzeit auf ein Vielfaches seines ursprünglichen Umfangs an.
Die Männchen haben eine Körperlänge von etwa 2,2 mm und eine Breite von 1,3 mm. Ihr Körper hat eine annähernd ovale Form, mit einem etwas verbreiterten hinteren Teil. Das Scutum nimmt fast die gesamte Körperoberfläche ein.
Die Nymphen von Ixodes pacificus lassen sich von jenen des im gleichen Lebensraum vorkommenden Ixodes californicus durch die fehlenden lappenförmigen Verbreiterungen an der Basis des Gnathosoma unterscheiden.

## Verbreitung und Lebensraum

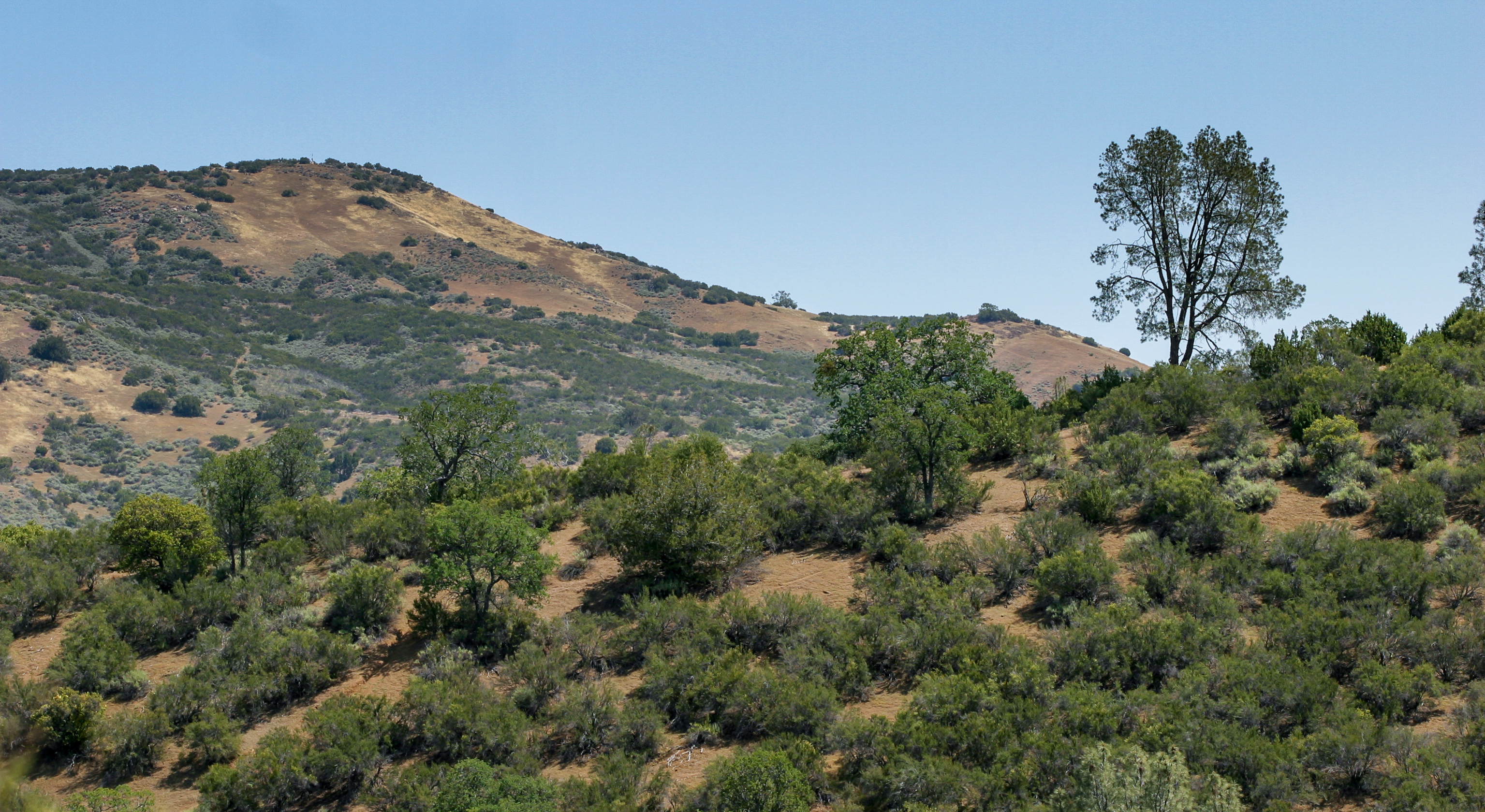
Chaparral im Del Puerto Canyon, Kalifornien

Verbreitungsgebiet von Ixodes pacificus

Ixodes pacificus ist in der westlichen Hälfte Nordamerikas verbreitet. Ihr Verbreitungsschwerpunkt liegt in den Küstenstaaten, vom kanadischen British Columbia im Norden bis zum mexikanischen Baja California Norte im Süden. Daneben gibt es Populationen im trockenen Landesinnern, so zum Beispiel im Mohave County, Arizona und im Südwesten von Utah. Diese Randpopulationen zeigen keine Anzeichen einer genetischen Isolation.
Adulte Ixodes pacificus besiedeln stark unterschiedliche Habitate, von Wäldern aus Mammutbäumen oder Douglasien bis hin zu Chaparrals und offenem Grasland. Die Art bevorzugt das Flachland, wurde aber in einem Fall auf 2345 m Höhe gefunden. Die Nymphen haben gegenüber den adulten Tieren höhere Ansprüche an ihren Lebensraum. Sie treten dort massenhaft auf, wo alte Bäume und viel Laub vorhanden sind.
Im Osten des Kontinents wird die ökologische Rolle der gegenüber Wärme und Trockenheit toleranten Ixodes pacificus durch Ixodes scapularis wahrgenommen, die sich wegen ihres Feuchtigkeitsbedarfs und ihrer Empfindlichkeit gegenüber dem Austrocknen nicht weiter nach Westen ausbreiten kann.

## Lebensweise

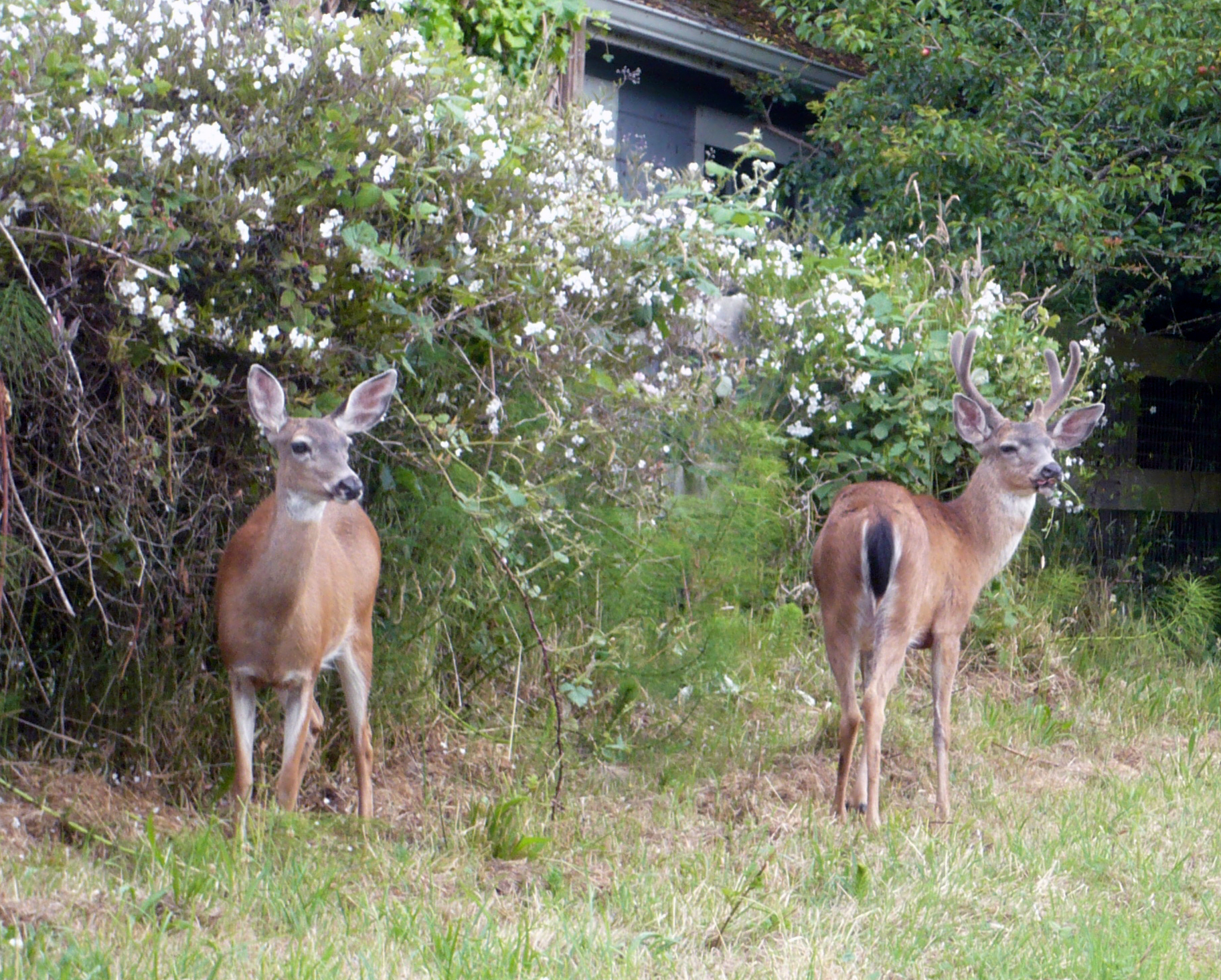
Maultierhirsche in einem Garten in Ferndale, Kalifornien

Ixodes pacificus ernährt sich in allen drei Stadien – Larve, Nymphe und Zecke – vom Blut von Wirbeltieren. Sie parasitiert ein breites Spektrum von Wirten, wobei die adulten Tiere hauptsächlich Säugetiere und die Nymphen und Larven Vögel und Reptilien befallen. Für adulte Ixodes pacificus wurden alleine in Kalifornien 29 Säugetierarten, 2 Vogelarten und eine Reptilart als Wirte nachgewiesen. Nymphen befielen 30 Säugetierarten, 38 Vogelarten und 8 Reptilienarten und die Larven fanden sich auf 29 Säugetierarten, 43 Vogelarten und 8 Reptilienarten.
Die große Zahl der potentiellen Wirte spiegelt nicht die Häufigkeit ihres Befalls wider. Der Hauptwirt adulter Ixodes pacificus ist der Maultierhirsch. Wirte der Nymphen und Larven sind vorrangig Nagetiere und andere kleine Säugetiere, Hühnervögel und Singvögel, aber auch Krokodilschleichen der Gattung Elgaria und Stachelleguane, namentlich Sceloporus occidentalis. Den befallenen Vögeln wird eine große Bedeutung bei der Verbreitung der Zecken zugeschrieben.

## Medizinische Bedeutung

### Borreliosen

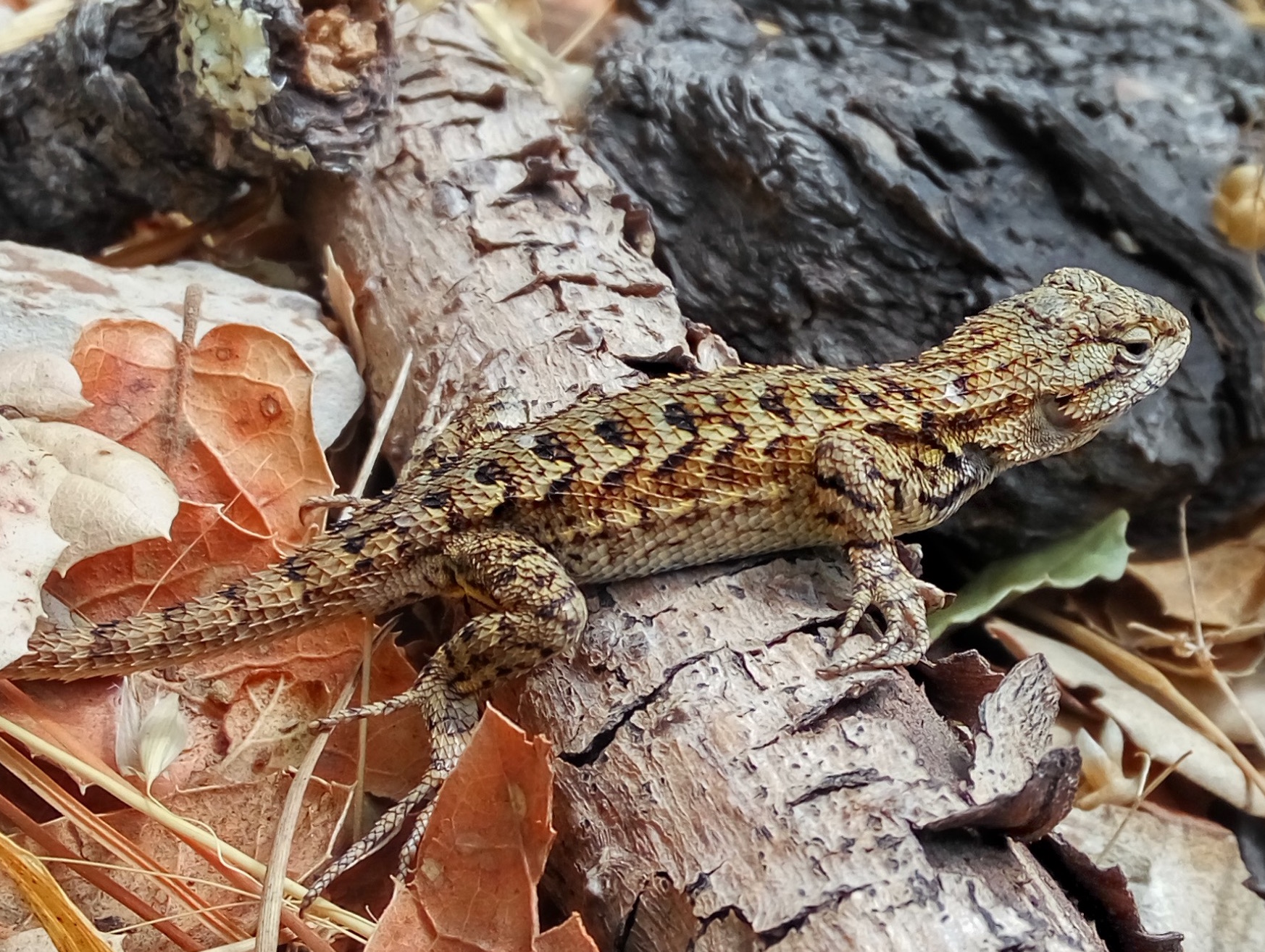
Sceloporus occidentalis im Big Basin State Park, Santa Cruz, Kalifornien

Ixodes pacificus ist in der westlichen Hälfte der Vereinigten Staaten der bedeutendste Überträger des Bakteriums Borrelia burgdorferi, eines Erregers der Lyme-Borreliose und der Lyme-Borreliose des Hundes. Damit hat er in seinem Verbreitungsgebiet für das Gesundheitswesen die gleiche Bedeutung wie der Gemeine Holzbock in Europa. Ixodes pacificus ist darüber hinaus ein Überträger von Borrelia bissettii, einer mit Borrelia burgdorferi nahe verwandten, aber als Erreger für den Menschen weniger bedeutenden Bakterienart.
Der Übertragungsmechanismus beinhaltet, dass Zecken, die an infizierten Wirten saugen, Borrelien aufnehmen, selbst zum Überträger werden und bei einer weiteren Mahlzeit den neuen Wirt infizieren. Neben dieser horizontalen Übertragung durch die Aufnahme infizierten Bluts werden Borrelien in der Zeckenpopulation auch vertikal übertragen, eine infizierte weibliche Zecke bringt fast ausschließlich bereits infizierte Nachkommen hervor.
Das Blutserum verschiedener Hirscharten enthält einen Stoff, der auf Borrelia burgdorferi toxisch wirkt. Darüber hinaus verfügen zahlreiche Arten von Leguanartigen und Schleichenartigen ebenfalls über einen Stoff im Blutserum, der Borrelien tötet. Die Folge ist nicht nur eine weitgehende Immunität der Wirte. Mit Borrelia burgdorferi infizierte Nymphen von Ixodes pacificus wiesen im Experiment nach einer Blutmahlzeit an dem Stachelleguan Sceloporus occidentalis keine Borrelien mehr in ihrem Verdauungstrakt auf und waren auch nach der Entwicklung zum adulten Tier frei von Erregern. Dadurch wird mittelbar der Anteil infizierter Zecken einer Population verringert.

### Anaplasmosen
Ixodes pacificus ist Überträger des Bakteriums Anaplasma phagocytophilum, das beim Menschen die bei schwerem Verlauf lebensbedrohliche Humane Granulozytäre Anaplasmose und beim Hund die Canine Anaplasmose hervorruft. Auch Katzen, Wiederkäuer und Pferde können infiziert werden.

### Bartonellosen
In Ixodes pacificus konnten verschiedene Bakterien der Gattung Bartonella nachgewiesen werden. Ob Zecken als Überträger von Erregern menschlicher Bartonellosen eine Bedeutung haben, ist ungeklärt.

### Zeckenparalyse
Das Krankheitsbild der Zeckenparalyse, das durch die im Speichel vieler Zecken enthaltenen Neurotoxine ausgelöst wird, ist bislang für Ixodes pacificus nur von Hunden beschrieben worden.

## Systematik
Ixodes pacificus gehört mit etwa 250 weiteren Arten zur weltweit verbreiteten Gattung Ixodes in der Familie der Schildzecken (Ixodidae). Es sind keine Unterarten beschrieben worden.
Die Erstbeschreibung von Ixodes pacificus erfolgte 1943 durch Robert A. Cooley und Glen M. Kohls in der entomologischen Fachzeitschrift Pan-Pacific Entomologist. Grundlage der Beschreibung waren eine aus dem Jahr 1932 stammende Aufsammlung von fünf weiblichen und einem männlichen Tier aus dem kalifornischen Monterey County sowie Nymphen aus Vancouver, Kanada.
Der weibliche Holotyp, der Allotyp und mehrere Paratypen adulter Tiere und Nymphen befinden sich in der United States National Tick Collection in Statesboro, Georgia. Weitere Paratypen von adulten Tieren und Nymphen befinden sich im Louis Agassiz Museum of Comparative Zoology in Cambridge, Massachusetts und in der University of California, Berkeley. Der Artname pacificus bezieht sich auf das Hauptverbreitungsgebiet der Art, die nordamerikanische Pazifikküste.